# Herzi Halevi
Herzl «Herzi» Halevi (en hebreo: הרצל "הרצי" הלוי‎; Jerusalén, 17 de diciembre de 1967) es un militar israelí. Fue jefe del Estado Mayor de las Fuerzas de Defensa de Israel entre el 16 de enero de 2023y el 5 de marzo de 2025. Anteriormente se desempeñó como comandante del Mando Sur de Israel, jefe de la Dirección de Inteligencia Militar, comandante de la 91.ª División (Territorial), comandante de la 35.ª Brigada de Paracaidistas y comandante de la Sayeret Matkal. Halevi fue el primer judío ortodoxo practicante en servir como jefe de la inteligencia militar israelí.
En enero de 2025, anunció su intención de dimitir de su puesto de jefe del Estado Mayor, por su «responsabilidad» en los ataques de Hamás del 7 de octubre.

## Primeros años y educación
Herzl (Herzi) Halevi nació en Jerusalén. Su padre, Shlomo, era hijo de Haim Shalom Halevi (Gordin), miembro del Irgún y del «Batallón para la Defensa de la Lengua»,  y de Tzila, hija del rabino Dov Baar HaCohen Kook y sobrina del rabino Abraham Isaac HaCohen Kook, Gran Rabino de Israel. Le pusieron el nombre de su tío, que murió en la batalla por Jerusalén en la Guerra de los Seis Días varios meses antes de su nacimiento. La familia materna de Halevi vivió en Jerusalén durante catorce generaciones, mientras que sus abuelos paternos emigraron de Rusia.
Estudió en el instituto religioso Himmelfarb y fue miembro del Movimiento de los Exploradores Hebreos de Israel «Tzofim».

## Carrera militar

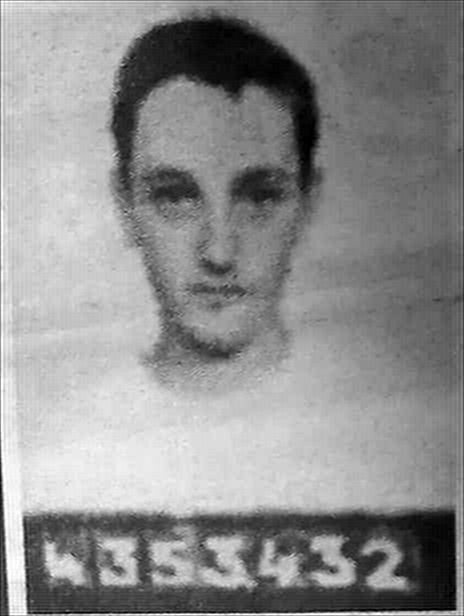
Halevi cuando se alistó en el ejército (1985)

Fue reclutado por las Fuerzas de Defensa de Israel (FDI) en 1985. Se alistó voluntario como paracaidista en la Brigada Paracaidista. Sirvió como soldado y jefe de pelotón. En 1987, se convirtió en oficial de infantería tras completar la escuela de aspirantes a oficial y regresó a la Brigada Paracaidista como jefe de pelotón. Allí dirigió la compañía antitanque de la brigada en operaciones de contraguerrilla durante el conflicto del sur del Líbano. En 1993 fue destinado a Sayeret Matkal, la unidad de fuerzas especiales de las FDI, donde sirvió como comandante de compañía. Posteriormente, dirigió la unidad durante la Segunda Intifada.
El 11 de septiembre de 2005 fue nombrado comandante de la Brigada Regional Menashe y el 22 de agosto de 2007 ocupó el puesto de comandante de la Brigada Paracaidista y la dirigió durante la Operación Plomo Fundido y otras numerosas operaciones.
En septiembre de 2009, fue ascendido al rango de general de brigada (Tat-Aluf) y nombrado comandante de la División Operativa de la Dirección de Inteligencia Militar, cargo que ocupó hasta el 11 de octubre de 2011. El 6 de noviembre fue nombrado comandante de la 91.ª División. En diciembre de 2012, la división ganó el «Premio del jefe del Estado Mayor a las unidades destacadas» bajo su mando. Finalizó sus funciones allí en noviembre de 2013 y en 2014 se convirtió en comandante de la Escuela de Mando y Estado Mayor de las FDI.

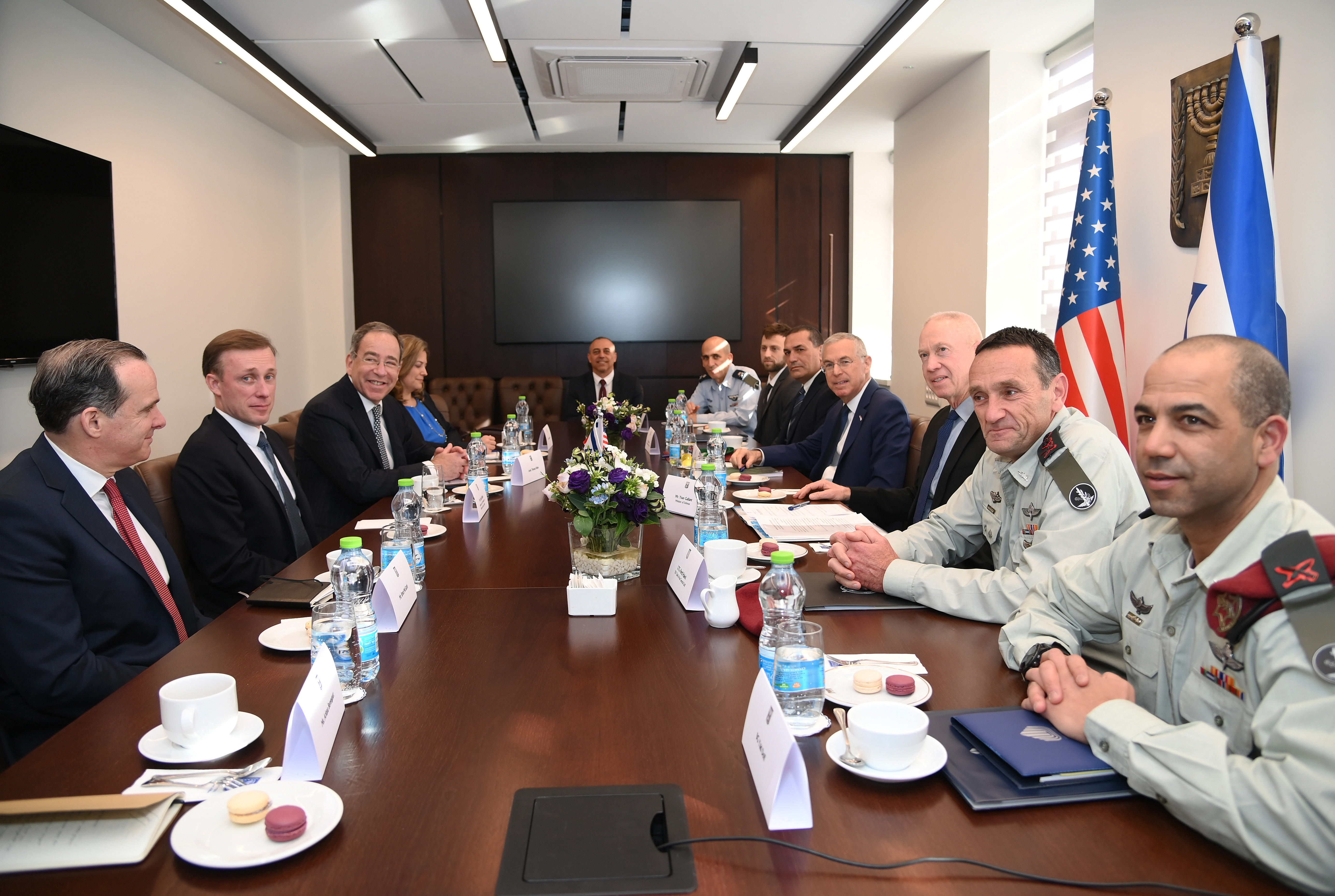
Halevi junto con el ministro de Defensa, Yoav Galant en una reunión con el asesor de seguridad nacional de Estados Unidos, Jake Sullivan, en enero de 2023.

En septiembre de 2014, fue ascendido al rango de general de división (Aluf) y nombrado jefe de la Dirección de Inteligencia Militar israelí, cargo que desempeñó hasta marzo de 2018. El 6 de junio de 2018, se convirtió en el comandante del Comando Sur de Israel, supervisando la actividad de las FDI alrededor de la Franja de Gaza. En noviembre de 2019, comandó las fuerzas del Comando Sur de las FDI en la Operación Cinturón Negro, cuando luchó contra la Yihad Islámica Palestina (YIP), tras el asesinato selectivo del alto comandante de la YIP Baha Abu al-Ata en Gaza.
El 11 de julio de 2021 fue nombrado jefe adjunto del Estado Mayor. Halevi fue nombrado nuevo jefe de Estado Mayor por el ministro de Defensa, Benny Gantz, el 4 de septiembre de 2022.
El trigésimo sexto gobierno israelí confirmó su nombramiento como próximo jefe de Estado Mayor el 23 de octubre de 2022. El 16 de enero de 2023 se convirtió en el vigésimo tercer jefe de Estado Mayor, cargo que dejó vacante Aviv Kochavi.

### Dimisión
El 12 de septiembre de 2024, The Times of Israel informó que Halevi está «haciendo preparativos» para dimitir como jefe del Estado Mayor en diciembre de 2024. El cronograma se determinó, según afirma el informe, sobre la base de que las FDI están listas para haber completado todas sus investigaciones internas sobre los fracasos en torno al ataque de Hamás del 7 de octubre, así como también se espera que las FDI hayan completado todos sus preparativos para una posible «guerra total en el Líbano», en cuyos preparativos el Estado Mayor estaba supervisando. El 21 de enero de 2025, le dijo al ministro de Defensa, Israel Katz, que tenía la intención de renunciar como jefe del Estado Mayor el 6 de marzo y asumir la responsabilidad de los fracasos de las FDI durante el ataque liderado por Hamás contra Israel del 7 de octubre. Halevi dimitió formalmente el 5 de marzo y fue reemplazado por Eyal Zamir en una breve ceremonia en la base militar de Kirya en Tel Aviv.

## Premios y condecoraciones
Herzi Halevi recibió tres cintas de campaña por su servicio durante tres guerras.
|  |  |  |

| Segunda Guerra del Líbano | Zona de seguridad del sur del Líbano | Operación Margen Protector |

## Vida personal
Halevi reside en Kfar HaOranim, un asentamiento israelí en Cisjordania. Está casado con Sharon y tiene cuatro hijos. Creció siendo un judío religioso y sigue asistiendo a la sinagoga en Shabat. Es licenciado en Filosofía y Dirección de Empresas por la Universidad Hebrea de Jerusalén y tiene un máster en Gestión de Recursos Internacionales por la Universidad Nacional de Defensa en Washington D. C., Estados Unidos.